# راندولف هاردينغ
راندولف هاردينغ هو سياسي كندي، ولد في 17 سبتمبر 1914 في كندا، وتوفي بنفس المكان في 3 مارس 1996. حزبياً، نشط في الحزب الديمقراطي الجديد. وقد انتخب عضو مجلس العموم الكندي.